# Chloropetalia dyak
Chloropetalia dyak is een echte libel (Anisoptera) uit de familie van de Chlorogomphidae.
De wetenschappelijke naam van de soort werd in 1911 als Chloropetalia dyak gepubliceerd door Harry Hyde Laidlaw, Jr..